# 第10回全国障害者スポーツ大会
| 参加人数         | 約3,300人              |
| 競技数           | 正式競技13、公開競技4  |
| 開会式           | 10月23日               |
| 閉会式           | 10月25日               |
| 開会宣言         | 熊谷俊人（千葉市長）   |
| 選手宣誓         | 五十嵐一郎、小西貴美子 |
| 最終炬火ランナー | 松田直樹、會本聡子     |
| 主競技場         |                        |

第10回全国障害者スポーツ大会（だい10かいぜんこくしょうがいしゃスポーツたいかい）は2010年10月23日から10月25日まで千葉県において3日間の日程で開催された全国障害者スポーツ大会である。愛称はゆめ半島千葉大会（ゆめはんとうちばたいかい）。

## 開催競技の会場地
- 開会式・閉会式会場 幕張メッセ

正式競技
- 陸上競技 千葉県総合スポーツセンター陸上競技場（千葉市）
- 卓球（サウンドテーブルテニスを含む） 千葉ポートアリーナ（千葉市）
- フライングディスク 青葉の森スポーツプラザ陸上競技場（千葉市）
- ボウリング JFE千葉リバーレーン（千葉市）
- 水泳 千葉県国際総合水泳場（習志野市）
- アーチェリー 船橋市運動公園陸上競技場（船橋市）
- 車椅子バスケットボール 船橋市運動公園 体育館（船橋市）
- バスケットボール 船橋市総合体育館（船橋市）
- ソフトボール 成田市営大谷津球場（成田市）
- グランドソフトボール 千葉県立成田北高等学校グラウンド（成田市）
- フットベースボール 成田市北羽鳥多目的広場（成田市）
- バレーボール
  - 聴覚障害の部 大網白里アリーナ（大網白里町）
  - 知的障害の部 東金アリーナ（東金市）
  - 精神障害の部 東金アリーナ（東金市）
- サッカー 市原緑地運動公園臨海競技場（市原市）

オープン競技
- 車椅子ツインバスケットボール 千葉県障害者スポーツ・レクリエーションセンター体育室（千葉市）
- ライフル射撃（ビームライフル） 幕張メッセ（千葉市）
- ライフル競技（エアライフル、スモールボアピストル） 千葉県総合スポーツセンター射撃場（千葉市）
- ボッチャ 幕張メッセ（千葉市）

## 大会ボランティア
県内7大学から大学生ボランティア800名を含め県の内外から約5000人のボランティアが参加した。内訳は手話通訳が約470人、要約筆記が約170人、パソコン要約筆記が約40人、大会運営担当が3250人、選手団担当が約900人（前出の学生ボランティアがメイン）、競技補助員が約1630人（県内の高校・大学・短大・専門学校などから派遣された生徒など）などである。

## ハイライト
この年の同年4月に政令指定都市になった相模原市が初出場した。